# Balatonőszöd
Balatonőszöd je selo u središnoj zapadnoj Mađarskoj.
Zauzima površinu od 15,08 km četvornih.

## Zemljopisni položaj
Nalazi se na 46° 48' 24" sjeverne zemljopisne širine i 17° 48' 6" istočne zemljopisne dužine, na južnoj obali Blatnog jezera, pružajući se jugoistočno u unutrašnjost. 
Tik jugozapadno je Balatonszemes, 2,5 jugoistočno je Szólád, 3,5 km južno-jugoistočno je Teleki, a tik sjeveroistočno je Balatonszárszó.

## Upravna organizacija
Upravno pripada Balatonföldvárskoj mikroregiji u Šomođskoj županiji. Poštanski broj je 8637.

## Promet
Južno prolazi državna autocestovna prometnica M7 (europska prometnica E71). Kroz grad prolazi željeznička pruga Budimpešta-Stolni Biograd-Velika Kaniža.

## Stanovništvo
Balatonőszöd ima 573 stanovnika (2001.). Skoro svi su Mađari, a je nešto malo Nijemaca te ostalih.

## Vanjske poveznice
- (mađ.) Balatonőszöd az Irány Magyarország! honlapján